# Titularbistum Drusiliana
Drusiliana ist ein Titularbistum der römisch-katholischen Kirche.
Es geht zurück auf einen untergegangenen Bischofssitz in der gleichnamigen antiken Stadt, die in der römischen Provinz Mauretania Caesariensis (heute nördliches Algerien) lag.
| Titularbischöfe von Drusiliana |                                                                    |                                                            |                   |                   |
| Nr.                            | Name                                                               | Amt                                                        | von               | bis               |
| 1                              | Joseph Klemann OSFS                                                | Apostolischer Vikar von Great Namaqualand (Südwestafrika)  | 24. Februar 1931  | 21. März 1960     |
| 2                              | José María Cirarda Lachiondo                                       | Weihbischof in Sevilla (Spanien)                           | 9. April 1960     | 22. Juli 1968     |
| 3                              | Fernando Errázuriz Gandarillas (José Ismael Errázuriz Gandarillas) | Weihbischof in Santiago de Chile (Chile)                   | 31. Januar 1969   | 31. August 1973   |
| 4                              | Aurélio Granada Escudeiro                                          | Koadjutorbischof von Angra (Azoren)                        | 18. März 1974     | 30. Juni 1979     |
| 5                              | Affonso Felippe Gregory                                            | Weihbischof in São Sebastião do Rio de Janeiro (Brasilien) | 2. August 1979    | 16. Juli 1987     |
| 6                              | Horácio Coelho Cristino                                            | Weihbischof in Lissabon (Portugal)                         | 20. August 1987   | 8. Mai 1995       |
| 7                              | Giuseppe Merisi                                                    | Weihbischof in Mailand (Italien)                           | 8. September 1995 | 14. November 2005 |
| 8                              | Josyf Miljan MSU                                                   | Weihbischof in Kiew und Halytsch (Ukraine)                 | 16. April 2009    |                   |